# الدوري البوليفي لكرة القدم 1977
الدوري البوليفي لكرة القدم 1977 هو موسم من الدوري البوليفي لكرة القدم. فاز فيه ذي سترونغيست.